# Killen (Alabama)
Killen és una població dels Estats Units a l'estat d'Alabama. Segons el cens del 2000 tenia 1.119 habitants.

## Demografia
Segons el cens del 2000, Killen tenia 1.119 habitants, 435 habitatges, i 338 famílies. La densitat de població era de 226,2 habitants/km².
Dels 435 habitatges en un 35,6% hi vivien nens de menys de 18 anys, en un 66,9% hi vivien parelles casades, en un 7,8% dones solteres, i en un 22,1% no eren unitats familiars. En el 18,2% dels habitatges hi vivien persones soles el 9% de les quals corresponia a persones de 65 anys o més que vivien soles. El nombre mitjà de persones vivint en cada habitatge era de 2,57 i el nombre mitjà de persones que vivien en cada família era de 2,94.
Per edats la població es repartia de la següent manera: un 24,8% tenia menys de 18 anys, un 7,1% entre 18 i 24, un 32,2% entre 25 i 44, un 23,2% de 45 a 60 i un 12,6% 65 anys o més.
L'edat mediana era de 36 anys. Per cada 100 dones hi havia 91,9 homes. Per cada 100 dones de 18 o més anys hi havia 86,9 homes.
La renda mediana per habitatge era de 43.203 $ i la renda mediana per família de 47.596 $. Els homes tenien una renda mediana de 36.957 $ mentre que les dones 22.102 $. La renda per capita de la població era de 17.872 $. Aproximadament el 2,4% de les famílies i el 5,4% de la població estaven per davall del llindar de pobresa.

## Poblacions més properes
El següent diagrama mostra les poblacions més properes.